# Tasik Serai Timur
Tasik Serai Timur is een bestuurslaag in het regentschap Bengkalis van de provincie Riau, Indonesië. Tasik Serai Timur telt 3273 inwoners (volkstelling 2010).